# كاتي أسيلتون
كاثرين «كاتي» أسيلتون (بالإنجليزية: Katie Aselton)‏ (مواليد 1 أكتوبر 1978) ممثلة منتجة و مخرجة أفلام أمريكية درست لمدة عامان في جامعة بوسطن قبل أن تنتقل إلى لوس أنجلوس لتبدأ مسيرتها التمثيلية، شاركت كممثلة في العديد من الأعمال من أبرزها (Our Idiot Brother) عام 2011، قبل أن تخوض تجربة الإخراج والتأليف من خلال فيلم (Black Rock) عام 2012.

## روابط خارجية
- كاتي أسيلتون على موقع IMDb (الإنجليزية)
- كاتي أسيلتون على موقع ألو سيني (الفرنسية)
- كاتي أسيلتون على موقع ميوزك برينز (الإنجليزية)
- كاتي أسيلتون على موقع أول موفي (الإنجليزية)
- كاتي أسيلتون على موقع قاعدة بيانات الأفلام السويدية (السويدية)
- كاتي أسيلتون على موقع إن إن دي بي (الإنجليزية)
- كاتي أسيلتون على موقع قاعدة بيانات الفيلم (الإنجليزية)
- كاتي أسيلتون على موقع كينوبويسك (الروسية)